# غابرييل بوبيسكو
غابرييل بوبيسكو (بالرومانية: Gabriel Popescu)‏ مواليد 25 ديسمبر 1973 في كرايوفا، رومانيا، هو لاعب كرة قدم روماني. يلعب كلاعب وسط. سبق له أن لعب في كأس العالم لكرة القدم مع منتخب بلاده.

## المسيرة الاحترافية

### أندية لعب لها
- نادي سالامانكا
- نادي فالنسيا
- نومانسيا
- دينامو بوخارست
- سوون سامسونغ بلووينغز
- جيف يونايتد إيتشيهارا تشيبا

## روابط خارجية
- غابرييل بوبيسكو على موقع الاتحاد الدولي (مؤرشف)  (الإنجليزية)
- غابرييل بوبيسكو على موقع رابطة كرة القدم اليابانية للمحترفين (اليابانية)
- غابرييل بوبيسكو على موقع دوري كوريا الجنوبية (الإنجليزية)
- غابرييل بوبيسكو على موقع قاعدة بيانات كرة القدم.إي يو (الإنجليزية)
- غابرييل بوبيسكو على موقع ناشيونال فوتبول تيمز (الإنجليزية)
- غابرييل بوبيسكو على موقع Soccerway.com (الإنجليزية)
- غابرييل بوبيسكو على موقع عالم كرة القدم.نت (الإنجليزية)